# Kizuvatna
Kizzuwatna ali Kizzuwadna) je bilo kraljestvo iz 2. tisočletja pred našim štetjem. Kraljestvo je ležalo v višavjih jugo vzhodne Male Azije v zalivu Iskenderun (turško: İskenderun Körfezi) na skrajnem severovzhodu Sredozemskega morja med gorovjem Taurus in reko Ceyahan. Središče kraljestva je bilo mesto Kummanni. Nekateri deli kraljestva so bili kasneje znani kot Kilikija.